# At the Top (Burj Khalifa)

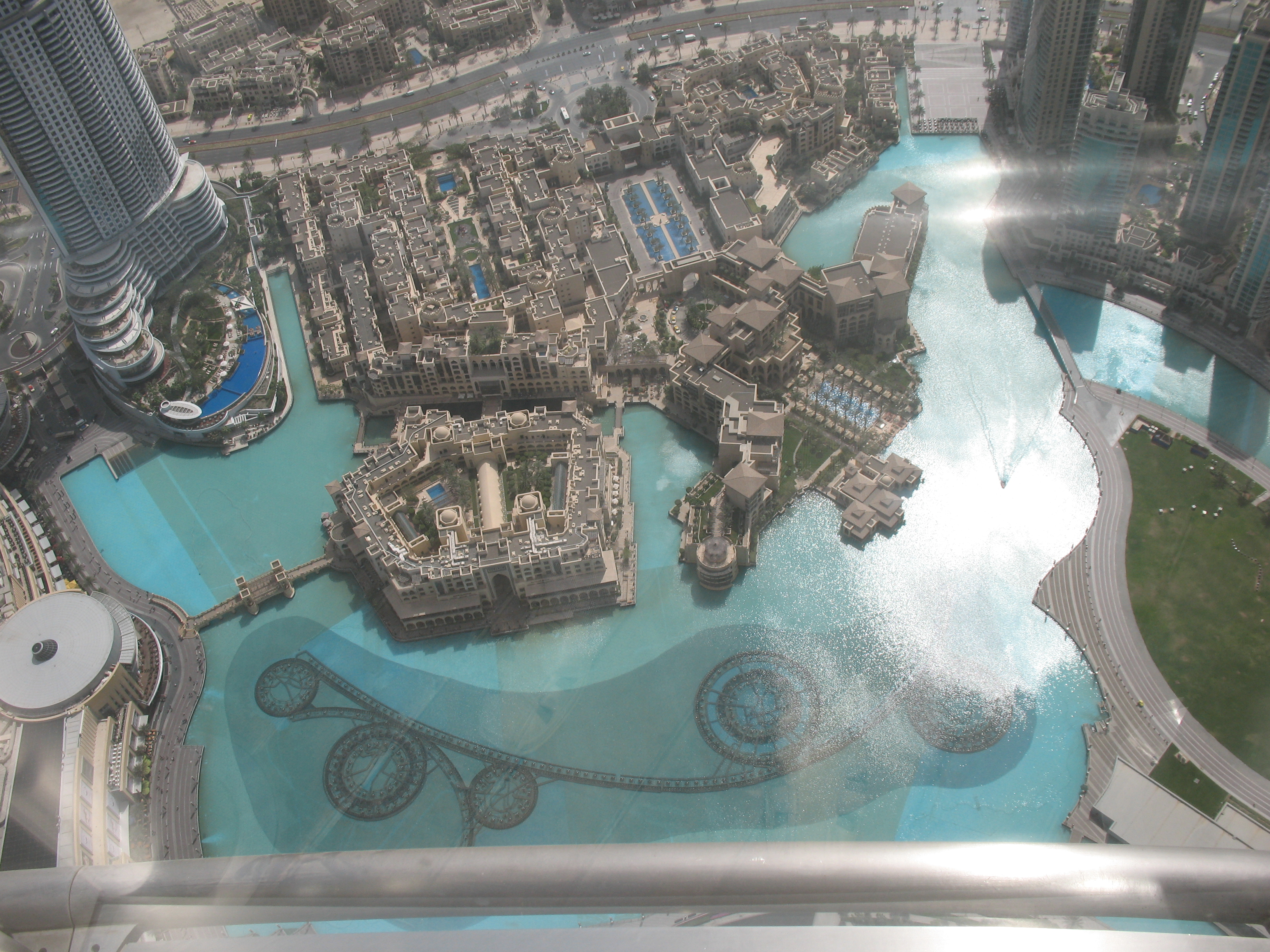
Vista de La fuente de Dubái desde el mirador

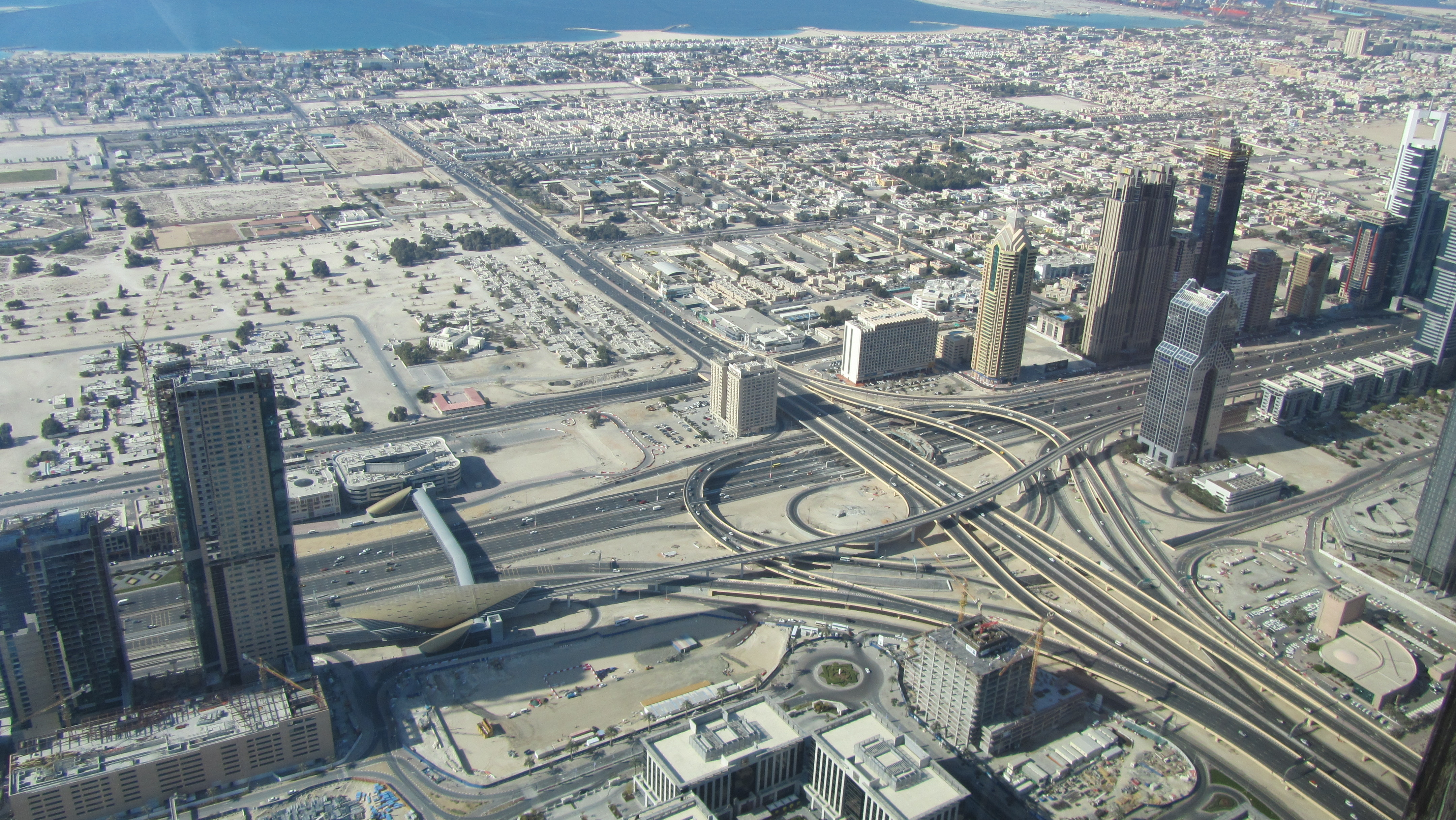
Vista desde la plataforma de observación

At the Top es una plataforma de observación al aire libre en el Burj Khalifa. Se inauguró el 5 de enero de 2010 en el piso 124. En 452 m (1483 pies), era la plataforma de observación al aire libre más alta del mundo cuando se abrió.
Aunque fue superado en diciembre de 2011 por Cloud Top 488 en Canton Tower, Guangzhou en 488 m (1601,0 pies), Burj Khalifa abrió el nivel SKY del piso 148 en 555 m (1820,9 pies), lo que una vez más le otorgó la plataforma de observación más alta del mundo el 15 de octubre de 2014, hasta que la Torre de Shanghái se inauguró en junio de 2016 con una plataforma de observación a una altura de 561 metros. La plataforma de observación del piso 124 también cuenta con el telescopio electrónico, un dispositivo de realidad aumentada, que permite a los visitantes ver el paisaje circundante en tiempo real y ver imágenes previamente guardadas, como las tomadas en diferentes momentos del día o bajo diferentes condiciones climáticas. Para reducir la afluencia diaria de turistas, la administración permite a los visitantes comprar boletos con anticipación para una fecha y hora específicas, con un 75% de descuento en boletos comprados en el lugar.
El 8 de febrero de 2010, la plataforma de observación se cerró al público durante dos meses por problemas con el suministro de energía que hizo que un ascensor se atascara entre los pisos, atrapando a un grupo de turistas durante 45 minutos.
Cuando la marea está baja y la visibilidad es alta, la gente puede ver las costas de Irán desde lo alto del rascacielos.

## Nivel SKY

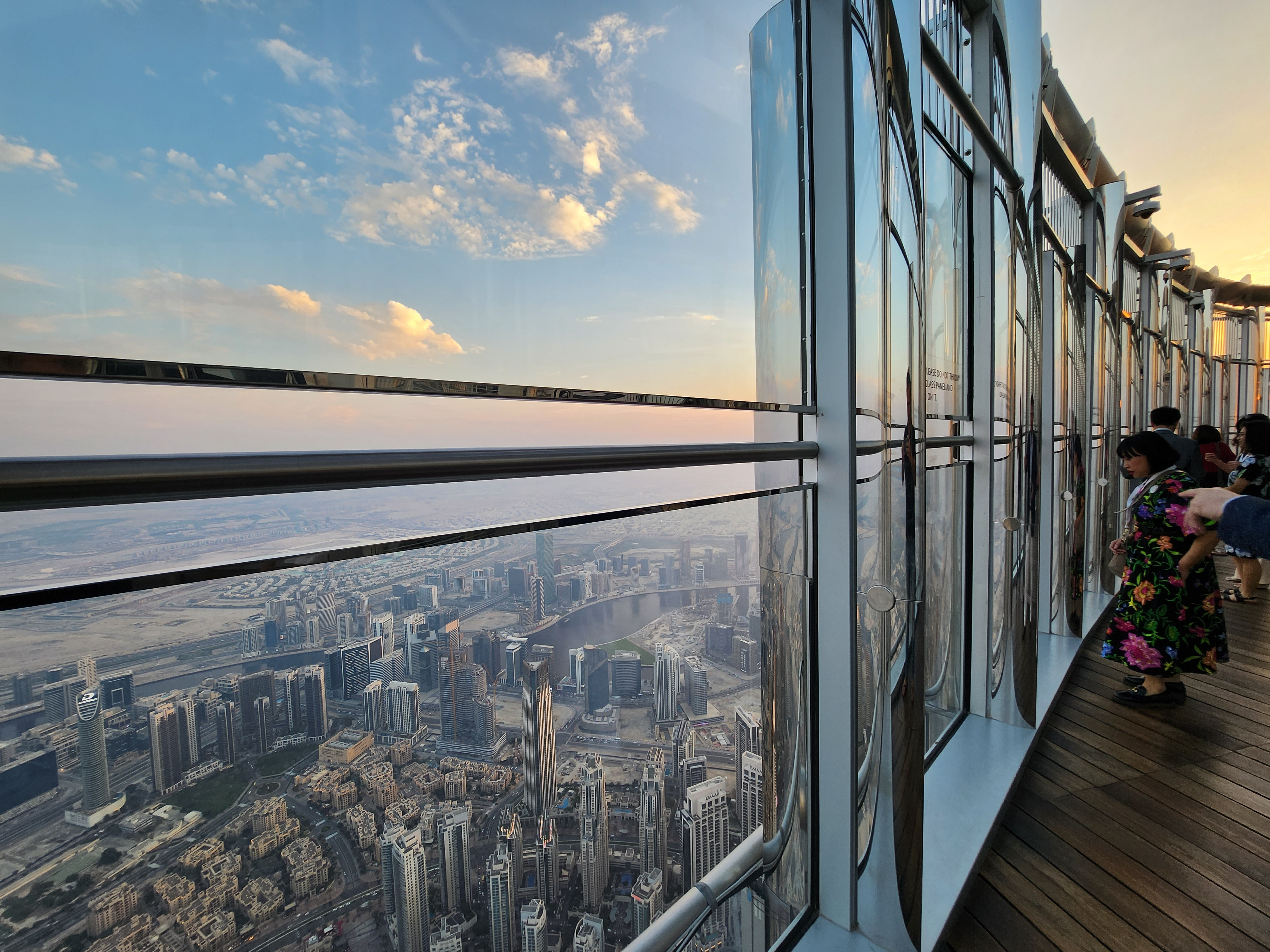
Plataforma de observación en el Burj Khalifa

El Burj Khalifa también abrió otra plataforma de observación relacionada con At the Top, en el piso 148, llamado nivel SKY. Esto permitió que el Burj Khalifa volviera a tener el título de la plataforma de observación más alta del mundo, superando a la Torre Canton en Guangzhou, aunque luego fue superada por la Torre de Shanghái.
Todavía tiene el récord de la terraza al aire libre más alta del mundo y el restaurante más alto del mundo.